# Azanialobus
Azanialobus is een monotypisch geslacht van spinnen uit de  familie van de Orsolobidae.

## Soort
- Azanialobus lawrencei Griswold & Platnick, 1987